# Spada giapponese

Il disegno mostra le parti di una lama nihontō in giapponese translitterato

Una spada giapponese, nihontō (日本刀? lett. "spada giapponese") in lingua nipponica, è una tradizionale arma bianca del Giappone. Ne esistono varie tipologie categorizzate in base a precisi canoni di misura, metodo e manifattura. Il tipo più famoso è la katana, che, come il simile tachi, è a filo singolo e, normalmente, una spada lunga usata tradizionalmente dai samurai dal 1400; la wakizashi è una spada corta; la tsurugi è una spada lunga a doppio filo; l'ōtachi o nodachi sono le più antiche versioni di spada a singolo filo.
Vi sono anche la naginata e la yari, che si differiscono dal metodo della forgiatura, e sono considerate parti della famiglia nihontō.
Le spade giapponesi si vedono ancora comunemente, sia quelle di forgia moderna che antica si possono facilmente trovare e comprare. Nihontō moderne e autentiche sono prodotte da qualche centinaio di fabbri. Molti esempi possono essere visti in competizioni organizzate dalla All-Japan Swordsmiths Association.

## Etimologia
La parola katana era usata nel Giappone antico, ed è usata tuttora; invece il termine nihontō, di origine cinese, compare per la prima volta nel poema 日本刀歌, il Canto del poeta Ouyang Xiu della Dinastia Song. La parola nihontō è divenuta comune in Giappone durante il tardo shogunato Tokugawa. A causa dell'importazione di spade e cultura occidentale, la parola "nihontō" (letteralmente "la spada del Giappone") fu adottata quale espressione nazionalistica.

## Storia della spada giapponese

### Storia antica

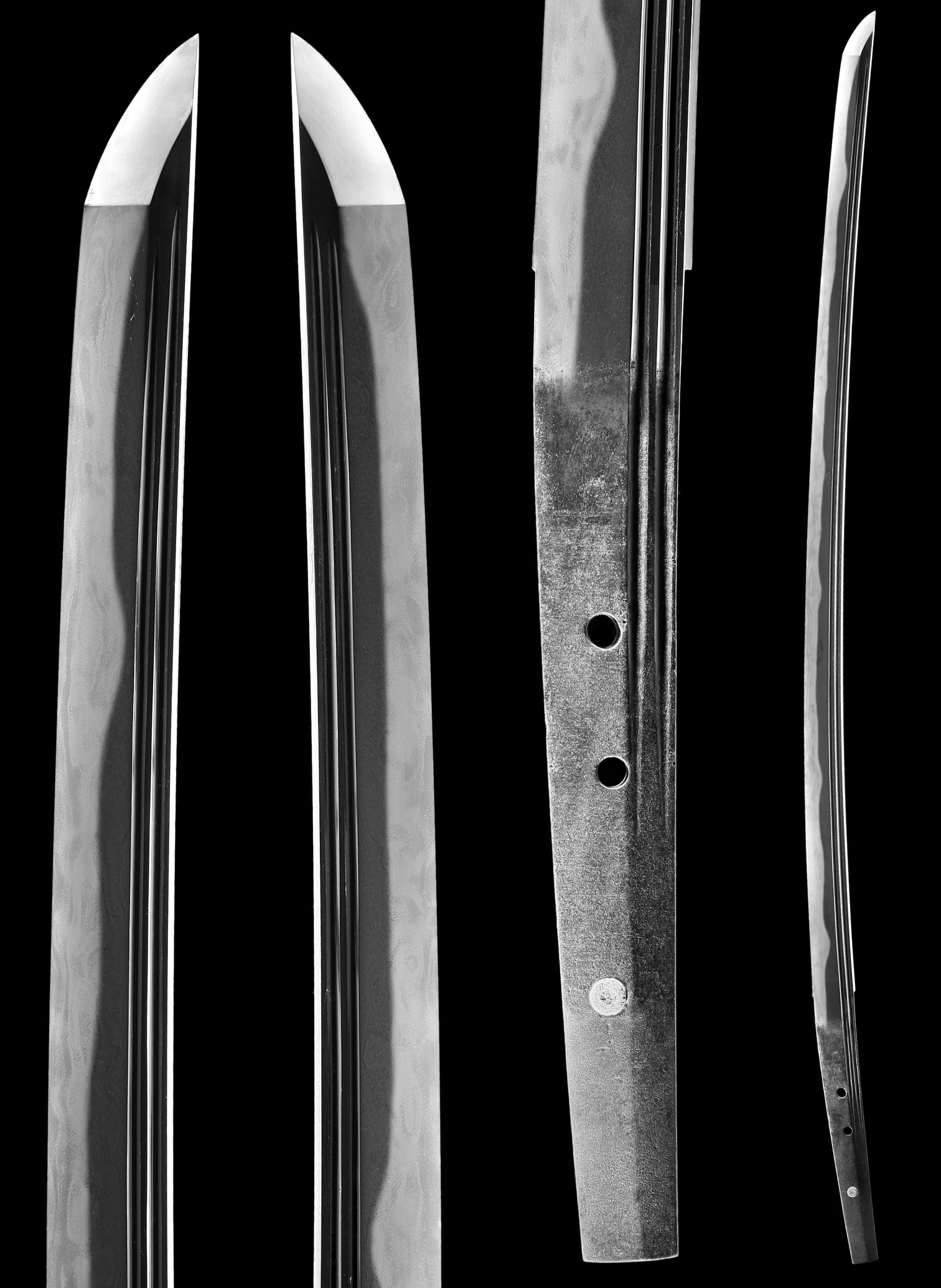
Tachi ad opera di Norishige ca. 1300 CE, trasformata in ō-suriage (molto accorciata) nel periodo Edo per essere usata come una nihontō tramite il taglio dell nakago originale e la sua ricostruzione più in alto lungo il bordo tagliente

Prima del 987, gli esempi di spada giapponese erano normali chokutō o jōkotō e altri dalle forme inusuali. Nel periodo Heian (dall'VIII all'XI secolo) la tecnica della forgiatura delle spade si è sviluppata grazie ad innovazioni provenienti dalla Cina grazie al commercio dell'inizio del X secolo durante la Dinastia Tang, dalla Siberia e dall'Hokkaidō, territorio degli Ainu. Gli Ainu usavano le warabite-tō (蕨手刀?) e questo influenzò le nihontō, che furono impugnate con due mani e disegnate come arma da taglio piuttosto che da impatto. Secondo la leggenda, la spada giapponese fu inventata da un fabbro di nome Amakuni (ca. 700 d.C.), insieme al relativo processo di fusione dell'acciaio ripiegato. In realtà il processo dell'acciaio ripiegato e le spade ad un taglio furono importate dalla Cina attraverso il commercio all'inizio del X secolo, al tempo della Dinastia Tang. Le spade forgiate tra il 987 e il 1597 vengono chiamate kotō (古刀? "spade antiche"); queste sono considerate l'apice dell'arte delle spade giapponesi. I modelli più risalenti hanno curve asimmetriche con la parte più accentuata della curva nell'elsa. Con il passare delle ere il centro della curva si è spostato verso l'alto della lama.
La nihontō come la conosciamo oggi con la sua accentuata, graziosa curva trova la sua origine nelle shinogi-zukuri (lama a taglio singolo con linea diritta) tachi che fu sviluppata ad un qualche punto del periodo Heian per assolvere ai bisogni della crescente classe militare. La sua forma riflette la forma cangiante del benessere in Giappone. In questo periodo la cavalleria divenne l'unità predominante nel combattimento e le vecchie, diritte, chokutō erano particolarmente inadatte per il combattimento a cavallo. La spada curva è un'arma ampiamente più efficiente se impugnata da un guerriero a dorso di cavallo dove la curva della lama influisce notevolmente sulla forza verso il basso impartita nell'atto del taglio.
La tachi è una spada che è generalmente più larga della katana, ed è indossata sospesa con il lato tagliente verso il basso. Questo fu il modo standard di portare la spada per secoli e fu soppiantato dallo stile katana in cui la lama era portata infilata nella cintura, con il filo verso l'alto. La tachi era portata legata alla coscia sinistra. La firma sul codolo (nakago) della lama era incisa in modo che fosse sempre all'esterno della spada quando era indossata. Questa caratteristica è importante nel ricostruire lo sviluppo, la funzione e i differenti stili di portare le spade da quel tempo in avanti.
Quando indossata con un'armatura completa, la tachi poteva essere accompagnata da una lama più corta, la koshigatana (腰刀? spada da fianchi), un tipo di spada corta senza guardia (tsuba) nella quale l'elsa e il fodero si incontrano a formare il meccanismo di chiusura chiamato aikuchi ("bocche che si incontrano"). Le daghe (tantō), erano inoltre indossate per combattimenti a distanza ravvicinata come pure per protezione personale.
L'Invasione mongola del Giappone nel XIII secolo portò a un'ulteriore evoluzione della spada giapponese. Spesso forzati ad abbandonare il tradizionale combattimento con l'arco a cavallo per il combattimento diretto, molti samurai scoprirono le loro spade troppo delicate e soggette al danneggiamento quando usate contro le armature di cuoio spesso degli invasori. In risposta, i fabbri giapponesi iniziarono ad adottare linee di tempra più semplici e sottili. Certi fabbri giapponesi di questo periodo iniziarono a produrre lame con fondi più spessi e punte più larghe in risposta alla minaccia mongola.
Nel XV secolo, scoppiò la guerra civile del Sengoku Jidai, e la vasta richiesta di spade insieme alla ferocia del combattimento causò l'abbandono delle notevoli tecniche artistiche del Periodo Kamakura (noto come "l'epoca d'oro della forgiatura di spade") in favore di armi più pratiche e disponibili. L'esportazione di "nihontō" raggiunse il suo picco durante il periodo Muromachi quando almeno 200,000 "nihontō" furono spedite alla Dinastia Ming in Cina in un commercio ufficiale per cercare di assorbire la produzione di armi giapponese e rendere più difficile per i pirati locali armarsi.
Nel XV e XVI secolo, i samurai, che sempre più avevano bisogno di una spada adatta all'uso in spazi ristretti insieme all'uso crescente della fanteria armata di lance portò alla creazione della uchigatana, nelle versioni a una e a due mani. Col progredire della guerra civile del Sengoku, la uchigatana si evolse nella moderna katana (刀?), e soppiantò la tachi come arma primaria dei samurai, specialmente quando non indossavano armature. Molte tachi, troppo lunghe, furono accorciate dal XV al XVII secolo per incontrare la domanda di katana.
Le tecniche di produzione andarono in decadenza col passare del tempo, le armi da fuoco furono introdotte come forza difensiva sul campo di battaglia. Alla fine del periodo Muromachi, gli shogun Tokugawa emisero regolamenti per controllare chi poteva possedere e portare una spada, e, di fatto, standardizzarono la descrizione di una "nihontō".

### Le nuove spade
In tempo di pace, i costruttori di spade ritornarono alle origini costruendo spade raffinate e artistiche, e con l'inizio del periodo Momoyama si vede il ritorno di creazioni di alta qualità. Considerato che le tecniche degli antichi fabbri erano andate perdute durante il periodo precedente alla guerra, le spade di questo periodo furono chiamate shintō (新刀?), letteralmente "nuove spade". Generalmente erano considerate inferiori alle migliori "kotō" ("vecchie spade"), e coincidevano con il declino della abilità degli artigiani.
Man mano che il periodo Edo progrediva la qualità delle spade diminuiva, benché gli ornamenti fossero raffinati. Originariamente, le incisioni semplici e di gusto conosciute come "horimono" venivano aggiunte alle spade per motivi religiosi.
Più tardi, nella lavorazione più complessa che si trova su molte shintō, la forma non seguiva più strettamente la funzione.
Sotto l'isolazionista shogunato Tokugawa, la costruzione di spade e l'uso delle armi da fuoco entrò in declino. Il maestro spadaio Suishinshi Masahide (c.1750–1825) rese pubbliche le proprie opinioni che le arti e le tecniche delle spade shintō erano inferiori alle lame kotō, e che tutti i costruttori di spade dovessero compiere ricerche per riscoprire le tecniche perdute. Masahide viaggiò per il paese insegnando ciò che sapeva a tutti quelli che volevano ascoltarlo, e i costruttori di spade si unirono alla sua causa e dettero vita ad un secondo rinascimento nella costruzione di spade giapponesi. Con l'abbandono dello stile shintō, e la reintroduzione delle antiche tecniche riscoperte, le spade create nello stile kotō fra il 1761 e il 1876 sono dette shinshintō (新新刀?), "nuove spade rinnovate", letteralmente "nuove-nuove spade". Queste sono considerate superiori alla maggior parte delle shintō, ma inferiori alle vere kotō.
L'arrivo di Matthew Perry nel 1853 e la successiva Convenzione di Kanagawa reinserirono forzatamente il Giappone nel mondo esterno; a ciò fece seguito poco dopo la rapida modernizzazione della Restaurazione Meiji. L'editto Haitorei nel 1876 proibì di portare spade e armi da fuoco per le strade. Il mercato per le spade scomparve, molti costruttori di spade vennero lasciati senza alcun commercio da svolgere e finirono per essere perdute preziose capacità. Le nihontō restarono utilizzate per alcune occupazioni, come le forze di polizia. Allo stesso tempo, il kendō fu inserito nell'addestramento della polizia perché i poliziotti potessero avere almeno l'addestramento necessario per usarne una in modo appropriato.

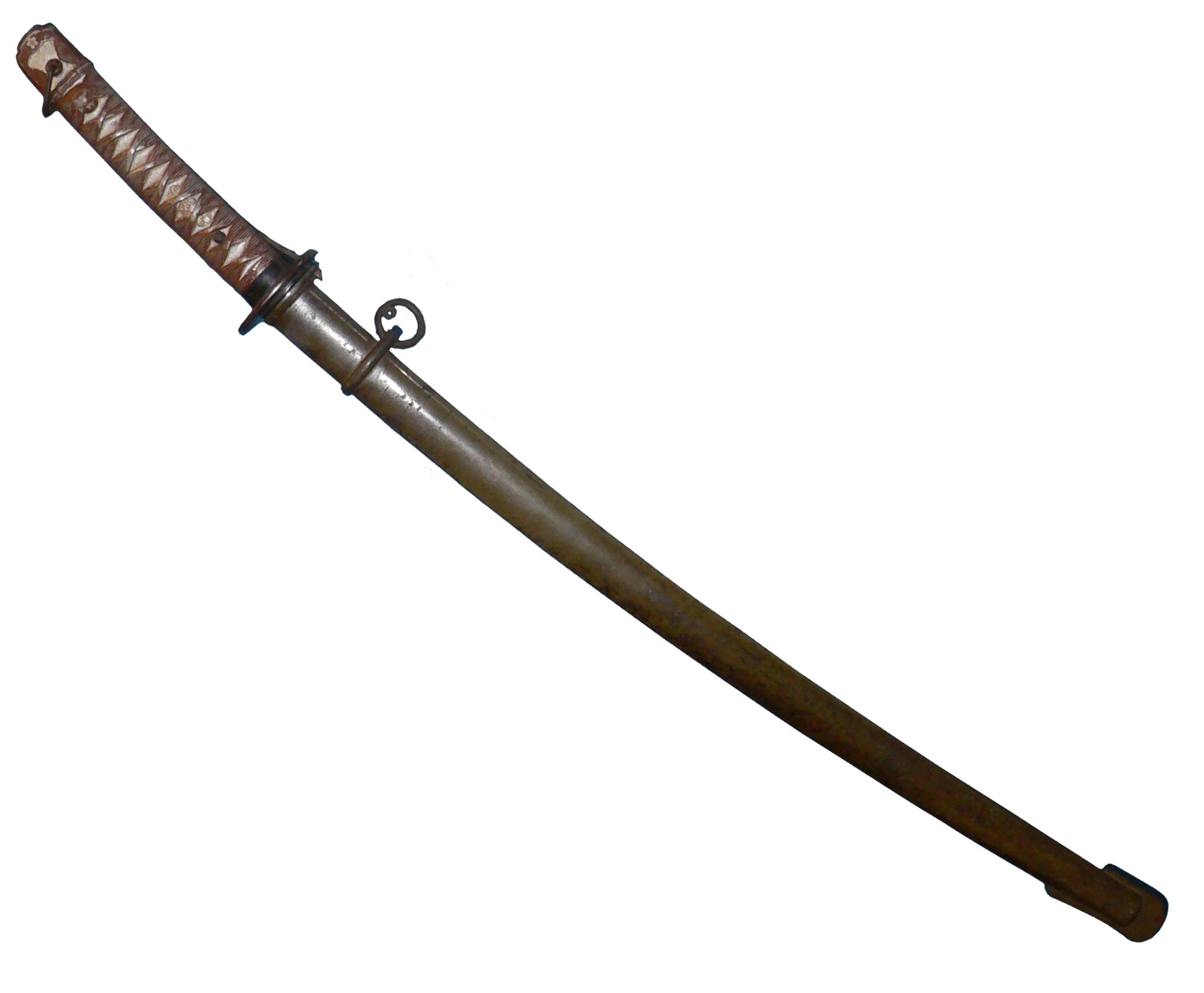
"Tipo 95". Spada da sottufficiale della Seconda Guerra Mondiale; fatte per somigliare a una shin guntō da Ufficiale Commissionato, erano fatte di acciaio standard fabbricato a macchina, con un'elsa di metallo impresso e dipinto progettata in modo da avere l'aspetto di una tradizionale tsuka.

Con il tempo, fu riscoperto che i soldati avevano bisogno di essere armati con spade, e nei decenni a cavallo del XX secolo i costruttori di spade trovarono nuovamente da lavorare. Queste spade, chiamate con derisione guntō, erano spesso temprate con olio, o semplicemente stampate in acciaio e possedevano un semplice numero di serie piuttosto che una vera e propria firma. Quelle prodotte in serie spesso assomigliavano alle occidentali sciabole da cavalleria piuttosto che alle nihonto, con le lame leggermente più corte di quelle dei periodi shinto e shinshintō.
Le spade militari fatte a mano seguendo la tecnica tradizionale vengono spesso definite gendaitō. La produzione artigianale fu tenuta in vita grazie agli sforzi di pochi individui, in particolare Gassan Sadakazu (月山貞一, 1836–1918) e Gassan Sadakatsu (月山貞勝, 1869–1943), che lavoravano come artigiani imperiali. Questi fabbri produssero lavori raffinati al livello delle spade antiche per l'Imperatore e i suoi alti ufficiali. Gli studenti di Sadakatsu furono nominati Beni Culturali Intangibili, "Tesori Nazionali Viventi", in quanto custodivano una conoscenza considerata fondamentale per l'identità nazionale giapponese. Nel 1934 il governo giapponese emanò una specifica militare per la shin guntō (nuova spada militare), la prima versione della quale era la Katana Tipo 94: molte spade fatte a macchina e a mano usate nella seconda guerra mondiale erano conformi alle specifiche shin guntō.

### Storia recente ed usi moderni
Durante l'occupazione statunitense alla fine della seconda guerra mondiale tutte le forze armate del Giappone occupato furono smantellate e la produzione di nihontō affilate fu vietata se non sotto permesso della polizia o del governo. Il divieto fu rimosso tramite un appello personale del dott. Junji Honma. Durante un incontro con il Generale Douglas MacArthur, il dott. Honma presentò spade da vari periodi della storia giapponese e MacArthur ricobbe rapidamente quali lame possedevano un valore artistico e quali erano semplici armi. Il risultato di questo incontro fu la modifica della proibizione in modo che le spade guntō furono distrutte mentre le spade di merito artistico potevano essere possedute e preservate. Anche così molte nihontō furono vendute a soldati americani a basso prezzo; nel 1958 c'erano più spade giapponesi in America che in Giappone. La vasta maggioranza di questo milione (o forse più) di spade era costituito da guntō, ma c'era comunque un rilevante numero di spade antiche.
Dopo il periodo Edo, i fabbri si dedicarono sempre più alla produzione di beni civili. L'Occupazione e le sue norme posero quasi fine alla produzione di nihontō. Qualche fabbro continuò il commercio e il dott. Honma divenne uno dei fondatori della Società per la Conservazione della Spada Giapponese (日本美術刀剣保存協会?, Nippon Bijutsu Tōken Hozon Kyōkai), che assunse come missione la conservazione delle tecniche antiche e delle lame. Grazie agli sforzi di altre persone, la nihontō non sparì, molti fabbri continuarono il lavoro cominciato da Masahide, e le antiche tecniche di costruzione delle spade furono riscoperte.
Le spade moderne costruite secondo i metodi tradizionali sono comunemente note come shinsakutō (新作刀?), che significa spade di nuova fattura. Altrimenti, vengono definite shinken (真剣?) quando sono progettate per il combattimento opposto alle iaitō che sono da allenamento.
A causa della loro popolarità nei media moderni, le nihontō da esposizione sono divenute molto diffuse nel mercato delle spade. Spaziando dal piccolo tagliacarte a repliche in scala "da muro", questi oggetti sono generalmente fatti di acciaio inossidabile (il che li rende fragili o fa loro perdere il filo facilmente) e hanno una lama rozza o molto cruda. Ci sono casi di nihontō in acciaio di buona qualità, tuttavia questi sono decisamente rari. Alcune repliche di nihontō sono state usate ai giorni nostri per rapine a mano armata, il che divenne la ragione per un possibile divieto di vendita, importazione e noleggio di spade giapponesi in Gran Bretagna. Come parte della campagna pubblicitaria, stili di lama e proprietà dei materiali moderni sono spesso spacciati come tradizionali e autentici, diffondendo la disinformazione.
Le nippontō si dividono in tre categorie a seconda della lunghezza basate sulla misura dello shaku (pari a 30,3 cm):
- tantō sino ad 1 shaku;
- shotō tra 1 e 2 shaku;
- daitō sopra 2 shaku.

Di seguito una lista delle varie lunghezze dei vari tipi di spada:
- Nodachi, Ōdachi, Jin tachi: 90 cm e superiori
- Tachi: da 69 fino a 90 cm
- Katana: da 60 fino a 76 cm
- Chiisagatana: da 54 fino a 60 cm (shinogizukuri)
- Wakizashi, Kodachi: da 51 fino a 60 cm (hirazukuri)
- Sunnobi tantō: 33 cm
- Tantō, Aikuchi: da 24 fino a 30 cm
- Yoroidoshi: da 23 fino a 30 cm
- Kaiken: da 8 fino a 15 cm

## Galleria d'immagini

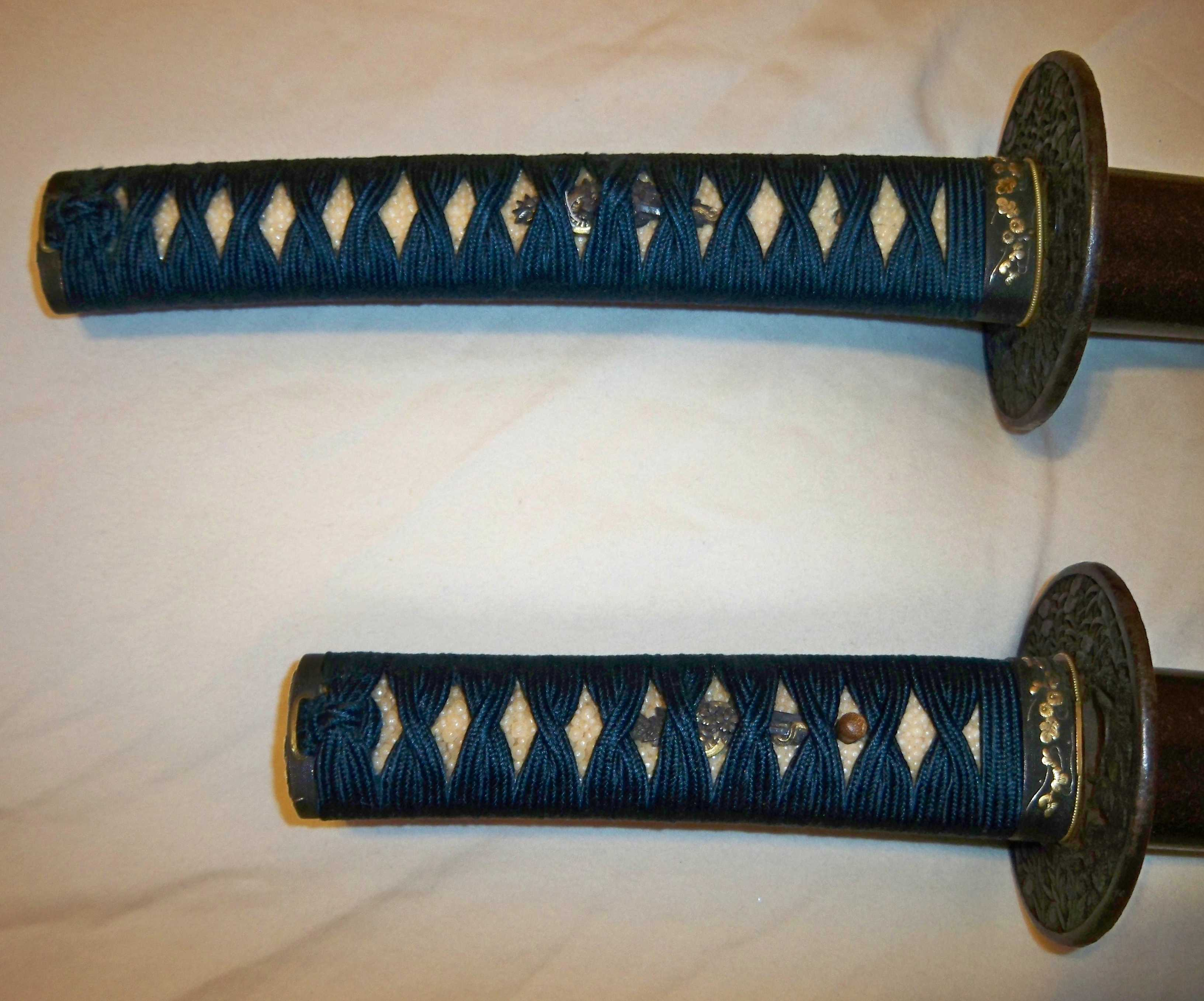
Daisho tsuka
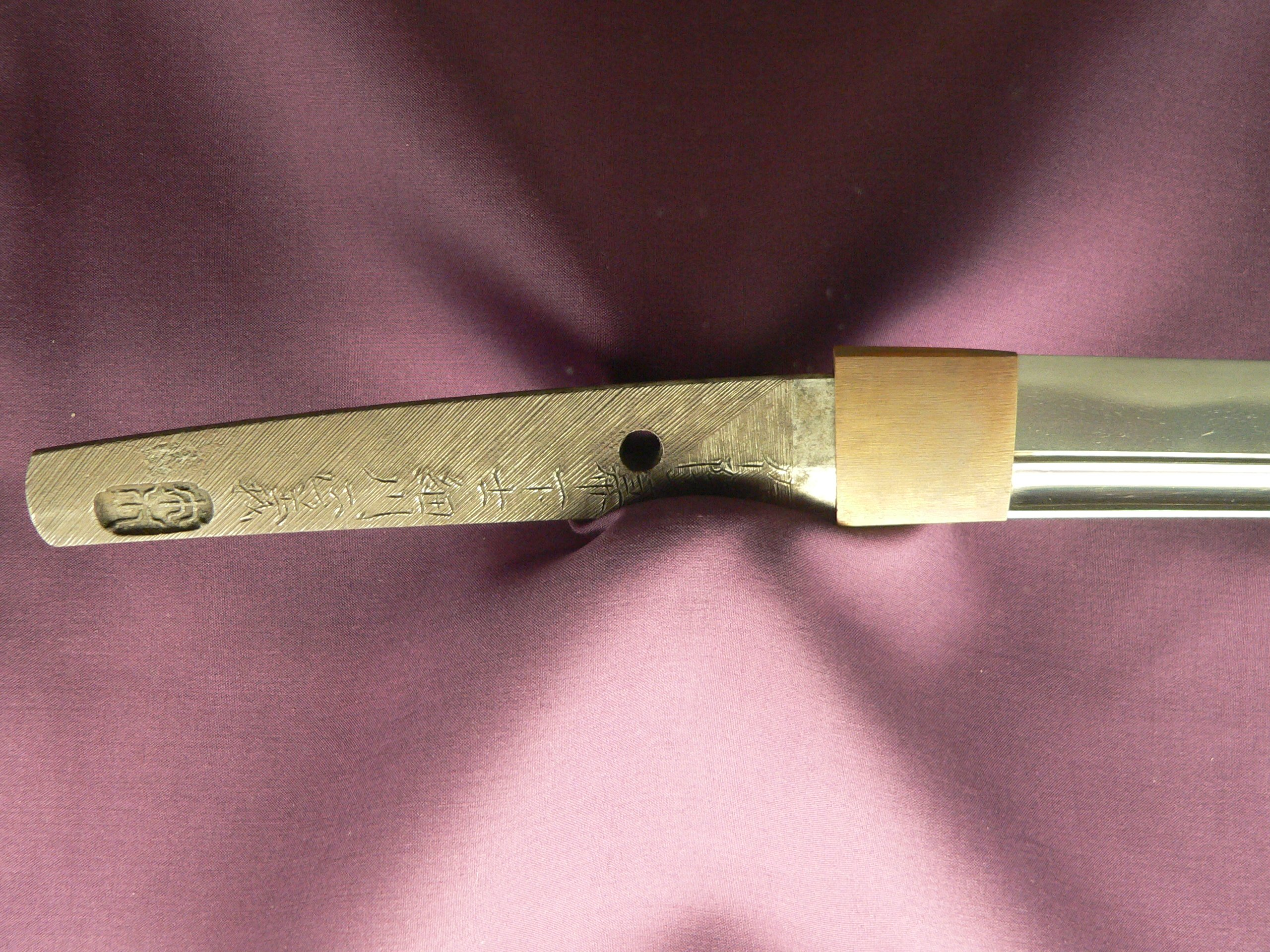
Nakago di una lama wakizashi
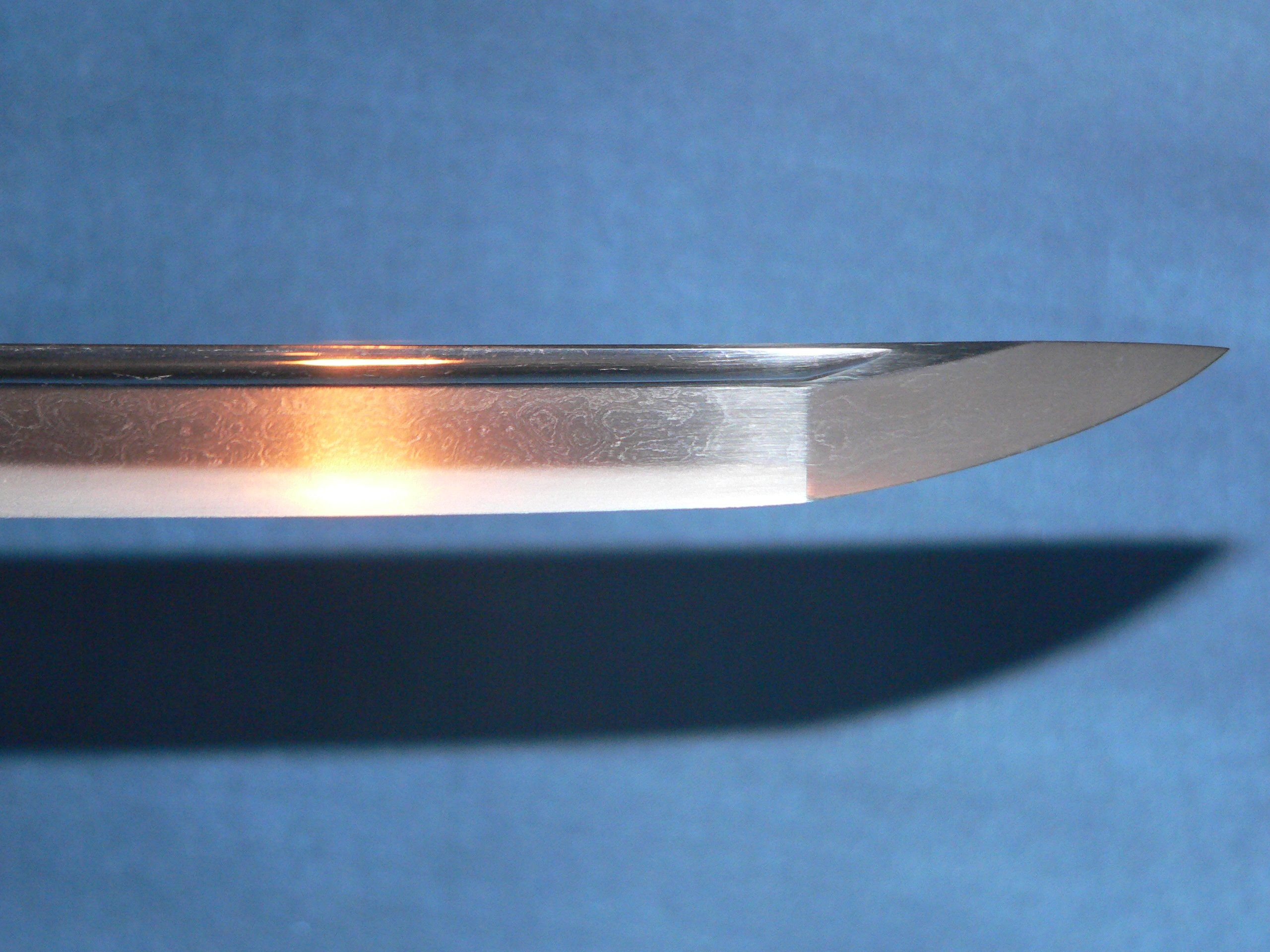
Kissaki di una lama tachi, scuola Bizen, firmata Bizen Kuni Osafune Yoshikage; epoca Nambokucho (XIV secolo)
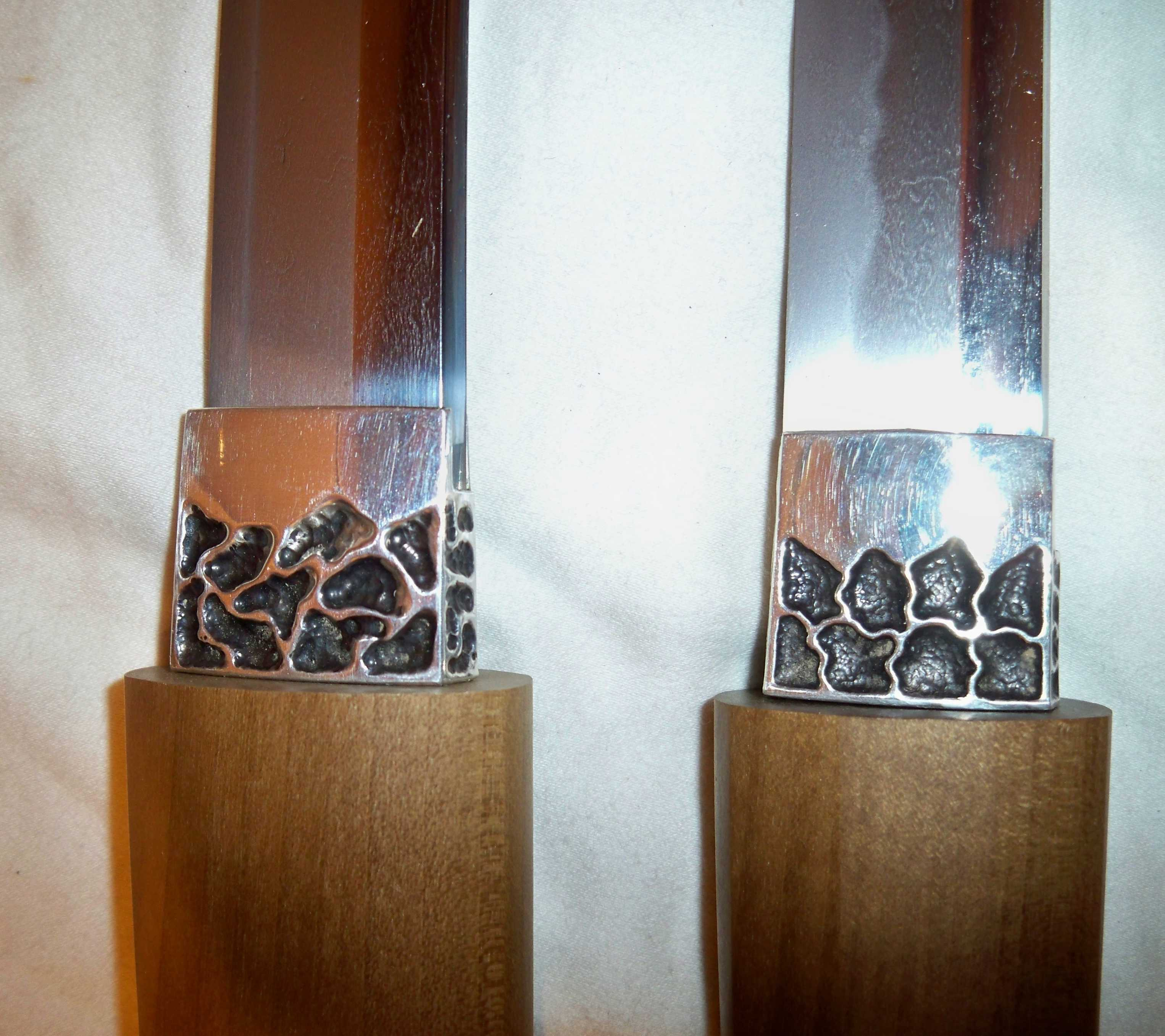
Daisho habaki